# Coadout
Coadout é uma comuna francesa na região administrativa da Bretanha, no departamento Côtes-d'Armor. Estende-se por uma área de 9,66 km². Em 2010 a comuna tinha 590 habitantes (densidade: 61,1 hab./km²).